# Януш Кешковський
Януш Кешковський (пол. Janusz Kierzkowski, 26 лютого 1947 — 19 серпня 2011) — польський велогонщик.
Бронзовий призер Олімпійських Ігор 1968 року в гіті на 1 км, учасник 1972, 1976 років.